# Raión de Rohatyn
Rohatýn (en ucraniano: Рогатинський район) fue un raión o distrito de Ucrania en el óblast de Ivano-Frankivsk. En la reforma territorial de 2020, su territorio fue incluido en el raión de Ivano-Frankivsk.
Comprendía una superficie de 815 km².
La capital era la ciudad de Rohatýn.

## Demografía
Según estimación 2010 contaba con una población total de 51125 habitantes.

## Otros datos
El código KOATUU es 2624400000. El código postal 77000 y el prefijo telefónico +380 3435.